# Kanton Figeac-Est
Kanton Figeac-Est (francouzsky Canton de Figeac-Est) je francouzský kanton v departementu Lot v regionu Midi-Pyrénées. Tvoří ho 13 obcí.

## Obce kantonu
- Bagnac-sur-Célé
- Cuzac
- Felzins
- Figeac (východní část)
- Lentillac-Saint-Blaise
- Linac
- Lunan
- Montredon
- Prendeignes
- Saint-Félix
- Saint-Jean-Mirabel
- Saint-Perdoux
- Viazac